# Чумбивилкас (провинция)
Чумбивилкас (исп. Provincia de Chumbivilcas , кечуа Chumpiwillka pruwinsya) — одна из 13 провинций перуанского региона Куско. Площадь составляет — 5371 км². Население — 77 721 человек; плотность населения — 14,47 чел/км². Столица — город Санто-Томас.

## История
Провинция была основана 21 июня 1825 года.

## География
Граничит с провинциями Паруро и Акомайо (на севере), Канас и Эспинар (на востоке), а также с регионами Апуримак (на западе) и Арекипа (на юге). Основные реки провинции: Велилье и Санто-Томас — притоки реки Апуримак.

## Административное деление
В административном отношении делится на 8 районов:
- Санто-Томас
- Капакмарка
- Чамака
- Колкемарка
- Ливитака
- Льюско
- Киньота
- Велилье